# Point of Entry
Point of Entry (engl. für: „Grenzübergangsstelle“ oder auch „Einschussstelle“) ist das siebte Studioalbum der britischen Heavy-Metal-Band Judas Priest. Das Album erschien am 26. Februar 1981 bei Columbia Records.

## Entstehung
Point of Entry war das erste von drei Alben, das die Band mit Tom Allom in den Ibiza Sound Studios auf der spanischen Insel Ibiza aufnahm. Im Booklet der Remaster-Version heißt es vonseiten der Band, das Album sei anders gewesen, als es die Leute erwartet hätten und ein „Experiment“, da die Songs erst spontan auf Ibiza entstanden:

„Recorded on the island of Ibiza with multiple distractions, glorious sunshine, and extremely low cost alcohol, this album was regarded with mixed feelings because it was different from what people expected. The album was nearly all spontaneously written and performed in Ibiza - it was an experiment in the sense that before this we had already written the majority of the songs before going into the studio.“

## Titelliste
Text und Musik stammen von Glenn Tipton, Rob Halford und K.K. Downing, außer Thunder Road, das von Rob Halford und Glenn Tipton geschrieben wurde.
1. Heading out to the Highway – 3.47
2. Don't Go – 3.18
3. Hot Rockin'  – 3.17
4. Turning Circles – 3.42
5. Desert Plains – 4.36
6. Solar Angels – 4.04
7. You Say Yes – 3.29
8. All the Way – 3.42
9. Troubleshooter – 4.00
10. On the Run – 3.47

### Bonustracks (Wiederveröffentlichung 2001)
1. Thunder Road – 5.12
2. Desert Plains (Live) – 5.06

## Rezeption
Steve Huey von Allmusic schrieb, wenn das Album irgendwie enttäuschend sei, dann liege das an den Genre-definierenden Vorgängern. Er vergab 3,5 von 5 Sternen.
Das Album erreichte Platz 39 der Billboard 200. Im November 1989 erlangte es Goldstatus.
Desert Plains wurde 1988 von Virgin Steele für das Album Age of Consent gecovert, jedoch erst 1997 als CD-Bonus-Track veröffentlicht.